# Goodness Gracious
«Goodness Gracious» —en español: «Dios santo»— es una canción de la cantante británica Ellie Goulding incluida en Halcyon Days (2013), la reedición de su segundo álbum de estudio, Halcyon (2012). Fue compuesta por Greg Kurstin, Goulding y Nate Ruess y lanzado como el tercer sencillo de la reedición. Alcanzó el número 16 de la lista de sencillos del Reino Unido convirtiéndose en su décimo top 20.

## Video musical
Goulding dio a conocer un tráiler para el video musical de «Goodness Gracious» el 31 de diciembre de 2013. El video, dirigido por Kinga Burza, fue rodado en Los Ángeles, y estrenado el 5 de enero de 2014.

## Lista de canciones
- iTunes single[6]

1. "Goodness Gracious" – 3:46
2. "Goodness Gracious" (Chainsmokers Extended Remix) – 4:19
3. "Goodness Gracious" (Honest Remix) – 4:36

## Posicionamiento en listas
| Lista (2014)                                | Mejor posición |
| ------------------------------------------- | -------------- |
| Australia (ARIA)                            | 39             |
| Bélgica (Flandes) (Ultratip Bubbling Under) | 5              |
| Bélgica (Valonia) (Ultratip Bubbling Under) | 19             |
| Croacia (Airplay Radio Chart)               | 28             |
| Escocia (The Official Charts Company)       | 13             |
| Eslovaquia (Radio Top 100 Chart)            | 25             |
| Irlanda (IRMA)                              | 10             |
| Reino Unido (UK Singles Chart)              | 16             |
| República Checa (Radio Top 100 Chart)       | 57             |

## Historial de lanzamientos
| País          | Fecha                 | Formato                 | Discográfica    |
| ------------- | --------------------- | ----------------------- | --------------- |
| Reino Unido   | 13 de enero de 2014   | Radio hit contemporáneo | Polydor Records |
| Australia     | 21 de febrero de 2014 | Descarga digital        | Universal Music |
| Austria       | 21 de febrero de 2014 | Descarga digital        | Universal Music |
| Finlandia     | 21 de febrero de 2014 | Descarga digital        | Universal Music |
| Irlanda       | 21 de febrero de 2014 | Descarga digital        | Polydor Records |
| Países Bajos  | 21 de febrero de 2014 | Descarga digital        | Universal Music |
| Nueva Zelanda | 21 de febrero de 2014 | Descarga digital        | Universal Music |
| Suiza         | 21 de febrero de 2014 | Descarga digital        | Universal Music |
| Reino Unido   | 23 de febrero de 2014 | Descarga digital        | Polydor Records |
| Bélgica       | 24 de febrero de 2014 | Descarga digital        | Universal Music |
| Dinamarca     | 24 de febrero de 2014 | Descarga digital        | Universal Music |
| Grecia        | 24 de febrero de 2014 | Descarga digital        | Universal Music |
| Italia        | 24 de febrero de 2014 | Descarga digital        | Universal Music |
| Luxemburgo    | 24 de febrero de 2014 | Descarga digital        | Universal Music |
| Noruega       | 24 de febrero de 2014 | Descarga digital        | Universal Music |
| Portugal      | 24 de febrero de 2014 | Descarga digital        | Universal Music |
| España        | 24 de febrero de 2014 | Descarga digital        | Universal Music |
| Suecia        | 24 de febrero de 2014 | Descarga digital        | Universal Music |